# IDJKids
IDJKids (Ajdidžej kids) je TV kanal namenjen deci od dve do pet godina. Prvenstveno je osnovan kao jutjub kanal 2015. godine, a u aprilu 2021. godine poslovanje je prošireno i na TV kanal. Koosnivač i direktor IDJKids-a je Marko Radovanović. Od 2017. godine posluje pod okriljem United Media grupe, koja je tada akvizirala kompaniju IDJ. Kanal trenutno sadrži preko 400 videa, broji 1,31 miliona pratilaca i preko milijardu i po pregleda.

## Istorija
Kanal je osnovan 2015. godine i prvi projekti su bili kratki crtani filmovi i muzičke numere za decu, kako na srpskom tako i na engleskom jeziku. Jula te godine objavljen je prvi video na kanalu, pesma Pilići, koja trenutno predstavlja najgledaniji video na kanalu sa preko 200 miliona pregleda. Video se nalazi među najgledanijim u regionu. Nakon pesme, IDJKids je  2017. godine pokrenuo kreiranje crtanog filma Pilići.
Tokom godina, IDJKids je ostvario saradnju sa brojnim poznatim ličnostima kao što su Marija Mikić, Sergej Ćetković, Jelena Tomašević, Ivan Bosiljčić, Ivana Peters i drugi.
Godine 2019. ostvario je saradnju sa Borom Čorbom, koji je otpevao pesmu Mačak iz Čačka.
Dve godine kasnije, u saradnji sa udruženjem Uvek sa decom, IDJKids objavio je pesmu posvećenu deci oboleloj od raka, Dete od snova. Iste godine kreirali su emisiju Nije a nego molim koju je producirao Sergej Ćetković, sa ciljem da deci pomogne u pravilnom govoru.
Početkom 2024. godine, IDJKids kreirao je predstavu za decu Tri pileta i vuk. Predstava je premijerno izvedena u Beogradu u Dečjem kulturnom centru. Krajem te godine IDJKids je ostvario saradnju sa muzičkom kućom Papi kids i izbacio album od 14 prazničnih pesama za decu.
Danas se IDJKids se bavi kreiranjem sopstvenog sadržaja za decu, među kojima su pesmice i crtani filmovi kao što su Pilići, Slonići, Lola&Mila, i Vesela farma.

## Merch
Pored video sadržaja, IDJKids se bavi i kreiranjem fizičkih proizvoda za decu. U saradnji sa kompanijom Shoppster, predstavili su Pilići merch za decu. Prvi proizvod su bile patofne, a nakon toga puzle, mikrofon, kreativne igrice i party set.
Sarađivao je i sa brendom Steven Dockman sa kojim su kreirali liniju odeće za decu.
Početkom 2024. godine IDJKids je predstavio i bojanke za decu.

## Regionalno širenje i TV kanal
Aprila 2021. godine, IDJKids je osnovao i muzički televizijski kanal, IDJKids TV. Na televizijskom kanalu, IDJKids emituje sadržaj koji je prvenstveno kreiran i objavljen na jutjub kanalu, a svakodnevno se prikazuje od 14 do 16 sati raznovrsnog sadržaja.
Iste godine, IDJKids TV je počeo sa emitovanjem u Grčkoj sa sadržajem koji je preveden na grčki jezik i prilagođen tržištu. Kanal se emituje pod okriljem Nova operatera. IDJKids je zabeležio uspeh i u zemljama regiona poput Bugarske, Hrvatske i Bosne, za koji je IDJKids posebno sinhronizovao i adaptirao postojeće crtane filmove.

## Spoljašnje veze
- IDJKids na sajtu
- IDJKids na sajtu
- IDJKids na sajtu